# 에미 (영화)
"에미"(Woman Requiem)는 한국에서 제작된 박철수 감독의 1985년 드라마, 범죄 영화이다. 윤여정 등이 주연으로 출연하였고 황기성 등이 제작에 참여하였다. 우수작품상을 포함, 대종상에서 여러 부문의 상을 수상하였다.

## 출연

### 주연
- 윤여정
- 전혜성

### 조연
- 강신성일
- 홍성민
- 송옥숙

## 기타
- 조명: 강광희